# Wólka Piaseczna (Podlachie)
Wólka Piaseczna est un village situé dans la gmina de Goniądz, dans le powiat de Mońki, dans la voïvodie de Podlachie au nord-est de la Pologne.